# Англійський романтизм
Англійський романтизм — напрямок в мистецтві і філософії, пануючий в Англії в кінці XVIII — першій половині XIX ст. Мав певні особливості.

Англійський романтизм з'явився практично одночасно з німецьким, що робить саме Англію і Німеччину тими країнами, в яких зародилася європейська романтична традиція.
До кінця XVIII століття англійські діячі філософії і мистецтва почали поступово розчаровуватися в класицизмі в мистецтві і ідеалах просвітництва в філософії. Причиною цього було те, що ці традиції не дозволяли проникнути вглиб людської душі, приділяли недостатньо уваги людським почуттям. Крім того, великий вплив на становлення англійського романтизму мала Французька революція, розчарування в якій дало поштовх діяльності родоначальників англійського романтизму. Таким чином, початковим етапом розвитку цього напрямку можна вважати 1790-ті роки XVIII століття.
Одним з родоначальників англійського романтизму є поет і художник-графік Вільям Блейк. Крім того, з витоками англійського романтизму пов'язана і діяльність членів Озерної школи, перш за все, Вільяма Вордсворта, С. Колріджа, Р. Сауті. У творчості цих поетів яскраво проявився мотив розчарування в результатах Французької революції, яку вони спочатку підтримували. Як писав Вордсворт у вступі до першої збірки віршів школи, «Ліричних балад», автори прагнули до опису повсякденного життя людей в незвичайних, яскравих фарбах, живій передачі їх емоцій. У цьому проявилася риса романтизму, яка полягає в зверненні до життя людини і її внутрішнього світу. Пушкін говорив про творчість цих поетів як про пошук нових фарб в поезії, про відхід від надокучливого класицизму і пошуку нових тем, джерел натхнення.
Розквіт англійського романтизму умовно можна віднести до 1810-х — 1830-х років. Саме в цей період творили такі видатні англійські романтики, як Вальтер Скотт, Байрон, Мері Шеллі та ін. В цей період сформувалася і політична доктрина англійських романтиків. У своїй переважній більшості вони виступали за незалежність всіх народів, за боротьбу з тираничними режимами, за невідчужуваність і священність прав особистості.